# Victor Wentworth Odlum
Victor Wentworth Odlum, kanadski general in diplomat, * 1880, † 1971.